# 14ª Squadriglia da ricognizione e combattimento
La 14ª Squadriglia da ricognizione e combattimento del Servizio Aeronautico del Regio Esercito fu attivata dal maggio 1915 sul campo di Torresella di Giussago (Portogruaro) con aerei Blériot XI.

## Storia
La  14ª Squadriglia Bleriot nel maggio 1915 è in zona di guerra a Torresella di Giussago (Portogruaro) inquadrata nel I Gruppo e dispone di 6 Blériot XI.
Il 28 maggio va a Pozzuolo del Friuli comandata dal capitano Tullio Visconti che dispone di 3 piloti tra cui il tenente Ercole Ercole ed un osservatore ed il 13 giugno 3 Bleriot bombardano un parco bestiame a Doberdò del Lago.
Il 22 giugno viene sciolta per vetusta dei velivoli dopo 25 missioni di guerra e 4 bombardamenti.
Il 18 luglio la 14ª Farman rinasce a Pordenone ma il 10 agosto diventa la 2ª Squadriglia da ricognizione e combattimento Farman.